# 小行星2845
小行星2845（2845 Franklinken）是一颗绕太阳运转的小行星，为主小行星带小行星。该小行星于1981年7月26日发现。
該小行星以美國天文學家肯尼斯·富蘭克林命名。

## 轨道参数
小行星2845的轨道半长轴为2.2608479 UA，离心率为0.163。